# Мовсесян, Рафаэль Микаелович
Мовсеся́н, Рафаэ́ль Микае́лович (род. 8 апреля 1987, Ереван, Армянская ССР, СССР) — русскоязычный поэт и прозаик армянского происхождения, дипломат.

## Биография
Рафаэль Мовсесян родился в 1987 году в Ереване в семье архитектора-строителя и инженера.
С 2009 г. публиковался в журналах «Арион» (г. Москва), «Волга» (г. Саратов), «Знамя» (г. Москва), «Новая Юность» (г. Москва) «Радуга» (г. Киев), «Литературная Армения» (г. Ереван) и др.
Победитель Всероссийского поэтического конкурса им. Николая Рубцова (2009).
В 2010 г. окончил Московский государственный лингвистический университет (иняз) по двум специальностям — юрист и переводчик.
В 2013 г. Мовсесяну Рафаэлю было официально присвоено звание попечителя Всероссийского поэтического конкурса им. Николая Рубцова. Собранные на творческом вечере поэта средства были переведены одному из талантливых детей Ивановского детского дома.
Финалист поэтического Гала-турнира «Пушкин в Британии» (Лондон, 2013).
В 2014 г. окончил ВЛК при Литературном институте им. Горького.
В 2015 г. поступил в аспирантуру Российско-Армянского (Славянского) университета (г. Ереван) по специальности «русская литература».
Живет в Ереване.

### Книги
- Книга стихов «По праву зрения», 2017 г., Издательство «СТиХИ», М. — С. 74, ISBN 978-5-7525-3146-0.

### Основные публикации в периодических изданиях
1. «Арион» (Москва), № 4 за 2009 г. (стихи)
2. «Арион» (Москва), № 4 за 2010 г. (стихи)
3. «Арион» (Москва), № 1 за 2011 г. (стихи)
4. «Арион» (Москва), № 2 за 2012 г. (стихи)
5. «Русский міръ» (Санкт-Петербург), № 7 за 2012 г. (стихи)
6. «Арион» (Москва), № 3 за 2013 г. (стихи)
7. «Волга» (Саратов), № 9-10 за 2013 г. (стихи)
8. «Литературная Армения» (Ереван, Армения), № 4 за 2014 г. (стихи)
9. «Арион» (Москва), № 2 за 2015 г. (стихи)
10. «Волга» (Саратов), № 9-10 за 2015 г. (проза)
11. «Новая Юность» (Москва), № 5 (128) за 2015 г. (стихи)
12. «Знамя» (Москва), № 11 за 2015 г. (нон-фикшн)
13. «Гвидеон» (Москва), № 15 за 2015 г. (стихи)
14. «Литературная Армения» (Ереван, Армения), № 1 за 2016 г. (переводы)
15. «Арион» (Москва), № 2 за 2016 г. (стихи)
16. «Новая Юность» (Москва), № 3 (132) за 2016 г. (стихи)
17. «Литературная Армения» (Ереван, Армения), № 2 за 2016 г. (стихи)
18. «Волга» (Саратов), № 9-10 за 2016 г. (стихи)
19. «Дружба Народов» (Москва), № 11 за 2016 г. (стихи)
20. «Новая Юность» (Москва), Избранное за 2015 г. (стихи)
21. «Арион» (Москва), № 2 за 2017 г. (стихи)
22. «Новая Юность» (Москва), № 1 (142) за 2018 г. (стихи)
23. «Арион» (Москва), № 3 за 2018 г. (стихи)
24. «Волга» (Саратов), № 7-8 за 2023 г. (роман "Под кривой водой")